# Фурэ, Жорж
Жорж Фурэ́ (фр. Georges Fouré; 5 ноября 1844, Париж — 1902) — живший в XIX веке французско-немецкий филателист и фальсификатор почтовых марок.

## Биография
Жорж родился 5 ноября 1844 года в Париже. В 1852 году он вместе со своей матерью Мари-Полин переехал в Берлин. Там же в 1855 году началось его увлечение почтовыми марками.
С 1865 по 1872 год Жорж Фурэ жил во Франции, а в 1872 году вернулся в Берлин, где работал преподавателем, переводчиком и торговал почтовыми марками.

## Вклад в филателию
Фурэ специализировался на коллекционировании цельных вещей. Примерно с 1877 года по 1887 год он также был учредителем и редактором «Берлинской иллюстрированной газеты почтовых марок» (нем. «Berliner Illustrierte Briefmarkenzeitung»), затем «Немецкой филателистической газеты» («Deutsche Philatelisten-Zeitung»).
Жорж Фурэ основал и состоял в следующих филателистических организациях Германии и Франции:
- Общество филателии Берлина (Verein für Briefmarkenkunde zu Berlin). Фурэ был членом-учредителем этого общества в 1877 году (к концу того же года оно распалось)[3].
- Германская ассоциация филателии Берлина (Deutscher Verein für Philatelie zu Berlin) — член-учредитель, член правления (1880—1893).
- Общество филателистов Франции (фр. Societé Francaise de Timbrologie, Париж) — исключён в 1880 году.

## Фальсификации Фурэ
Жорж Фурэ получил известность благодаря своему знанию старых писем немецких княжеств, именно их он и начал подделывать. Фурэ был искусным фальсификатором, подделывая как цельные, так и целые вещи, что удалось обнаружить значительно позже.
В качестве редактора периодического издания по филателии он также познакомил аудиторию с замечательными «находками» почтовых марок германских княжеств, созданных на самом деле им самим. Жорж Фурэ не имитировал известные почтовые марки, а подобно художнику создавал новые. При этом он использовал подлинные печатные пластины, подлинную бумагу и частью подлинные краски. Поскольку такие вещи не бывают в открытой продаже, то подозревают, что у него были сообщники в государственной типографии. Он никому не доверился и так и не рассказал, когда, где, почему и как изготовлял свои фальшивки.
Выполненные им подделки были обнаружены Карлом Линденбергом, Францем Калькхофом и Паулем Клоссом (нем. Paul Kloss). Изобличённый в фальсификациях Фурэ был вынужден в 1893 году скрыться во Франции.